# Dodge Dynasty
Der Dodge Dynasty war eine vom US-amerikanischen Automobilhersteller Dodge in den Modelljahren 1987 bis 1993 angebotene Frontantriebs-Limousine der Mittelklasse. In Kanada wurde das Auto als Chrysler Dynasty verkauft.

## Modellbeschreibung
Zum Modelljahr 1988 erschien der Dynasty auf der Basis von Chryslers neuer C-Plattform mit Frontantrieb. Er gehört damit zur Modellfamilie der Chrysler K-Cars. Der Dynasty war das Dodge-Parallelmodell zum Chrysler New Yorker der Modelljahre 1988 bis 1993. Dem Vortrieb dienten im Dynasty zum einen der Chrysler-eigene 2,5-l-Reihenvierzylinder mit Dreigangautomatik sowie der von Mitsubishi stammende 3,0-l-V6 mit Viergangautomatik. Ab dem Modelljahr 1990 gab es zudem einen von Chrysler stammenden 3,3-l-V6 gegen Aufpreis. 
Das Modellprogramm gliederte sich in Grundmodell (mit Vierzylinder-Motor) und Dynasty LE (mit Dreiliter-Motor). Der 3,0-Liter wie auch der 3,3-Liter standen im Basismodell gegen Aufpreis zur Verfügung. Der sehr eckig geformte Dynasty erfuhr während seiner Produktionsdauer nur geringfügige Änderungen, die vor allem kleine Ausstattungsdetails und die Farbpalette betrafen. 
Insgesamt entstanden vom Dynasty während der sechsjährigen Produktionszeit 522.000 Exemplare.

## Motoren
- 2,5 l-Vierzylinder-Reihenmotor (71–74,2 kW)
- 3,0 l-Sechszylinder-V-Motor (101–105 kW)
- 3,3 l-Sechszylinder-V-Motor (109,6–114 kW)

## Chrysler Dynasty
Der Dodge Dynasty wurde auf dem kanadischen Markt als Chrysler Dynasty verkauft.